# Josef Allram

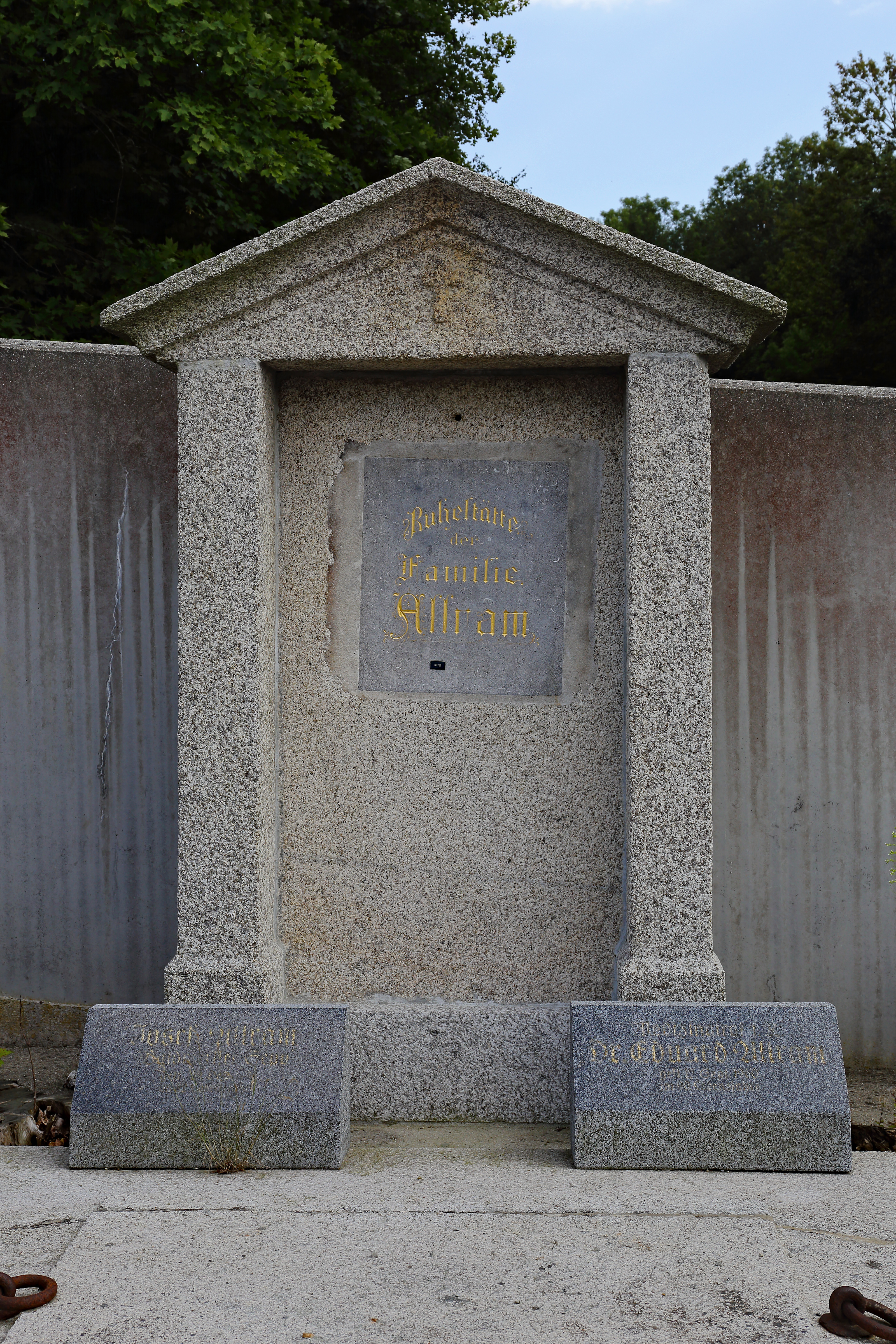
Josef Allram sírja, Schremsi temető

Josef Allram (Schrems, 1860. november 22. – Mödling, 1941. december 29.) osztrák író, költő.

## Élete
Már iskolás korában is humoros írásokban örökítette meg a közvetlen környezetében zajló eseményeket, ebben az időben gúnyos alkotásokat, egyfelvonásos színdarabokat és rövid történeteket írt az iskolai életről.A tanárképző főiskola elvégzése után előbb tanár, majd iskolaigazgató volt Bécsben, később Mödlingbe költözött, ahol haláláig élt. Egész életében szorosan kötődött Waldviertelhez, ez jelenik meg Waldviertler Geschichten, Führer die niederösterreichische Waldviertelbahn és Jagtgeschichten című műveiben. Csodálta Robert Hamerling munkásságát, akinek emlékművet állíttatott, s megjelentetett egy munkát, amelynek teljes bevételét a Hamerlingdenkmalausschuss (Hammerling Emlékmű Bizottság) javára ajánlotta fel. Az utókor olyan költőként emlékezett meg róla, aki képes volt szülőföldjét érzékeny és humoros módon leírni.

## Munkái
- Philanthropin. Ernst und Humor aus dem Schul- und Lehrerleben unserer Zeit, 1891
- Waldviertler Geschichten, 1900
- Der 1000. Patient, 1903
- Hamerling und seine Heimat, 1905
- Der letzte Trieb, 1911

## Fordítás
- Ez a szócikk részben vagy egészben  a   Josef Allram (Heimatdichter) című német Wikipédia-szócikk ezen változatának fordításán alapul.  Az eredeti cikk szerkesztőit annak laptörténete sorolja fel. Ez a jelzés csupán a megfogalmazás eredetét és a szerzői jogokat jelzi, nem szolgál a cikkben szereplő információk forrásmegjelöléseként.